# Трудовые отношения
Трудовые отношения — это отношения, основанные на соглашении между работником и работодателем о личном выполнении работником трудовой функции (работы по должности, профессии или специальности либо конкретного вида поручаемой ему работы) за заработную плату. Работник, вступивший в трудовые отношения, обязан подчиняться правилам внутреннего трудового распорядка, а работодатель обязан обеспечить ему условия труда в соответствии с законодательством, коллективным или индивидуальным трудовым договором.
Трудовые отношения возникают между работником и работодателем на основании заключаемого ими трудового договора. Кроме этого, трудовые отношения могут возникать также на основе фактического допущения работника к работе с ведома или по поручению работодателя, даже если не был оформлен трудовой договор.
При этом, в качестве работодателя могут выступать корпорации, коммерческие организации, некоммерческие организации, кооперативы или другие субъекты, а в качестве работников — физические лица.
Оплата труда, которую работник получает в качестве компенсации за свой труд, может быть в виде почасовой, сдельной или годовой заработной платы, в зависимости от типа работы, которую он выполняет, или вида деятельности (или отрасли). В отдельных отраслях, оплата работников может также включать в себя чаевые, премии или опционы. В определённых видах деятельности, работникам может причитаться иные виды компенсаций в дополнение к оплате труда, которые могут включать в себя медицинское страхование, жилое помещение, страхование на случай потери трудоспособности или (выплаты за) пользование тренажёрным залом.
Трудовые отношения обычно регулируется трудовым законодательством, организационными или юридическими договорами. Так, в России все основные положения трудовых отношений, возникающих в процессе осуществления трудовой деятельности, регулируются Трудовым Кодексом Российской Федерации.

## Отношения между работодателем и работником
Контроль со стороны работодателя и управляющего органа в рамках организации осуществляется на многих уровнях и имеет важные последствия как для работников, так и для их производительности, а также формирует фундаментальную связь между желаемыми результатами и фактическими процессами. Для достижения плодотворных и продуктивных трудовых отношений, работодатели должны найти равновесие между различными интересами, например уменьшение ограничений на рабочую силу с максимизацией производительности труда.

### Приобретение / наём рабочей силы
Основным способом, по которым происходит поиск работодателями работников и работниками — работодателей, выступают размещение объявлений о вакансиях в газетах и в Интернете на порталах трудоустройства (англ. job board). Работодатели и соискатели также часто находят друг друга через профессиональных специалистов по найму, которые получают комиссию от работодателя за поиск, оценку и отбор подходящих кандидатов. Однако исследование показало, что такие консультанты могут оказаться ненадёжными, если они не соблюдают установленные принципы при выборе сотрудников. Более традиционный подход — размещение знаков или объявлений «Требуется помощь» в различных заведениях (обычно вешается на окно или дверь или размещается на прилавке магазина). Оценка разных сотрудников может быть довольно трудоёмкой, но наиболее лучшим способом разработки различных техник и методов анализа для выявления их навыков в данной области может выступать индивидуальная психологическая оценка (англ. individual psychological assessment, сокр. IPA). Работодатель и потенциальный работник обычно также предпринимают дополнительный шаг знакомства в процессе собеседования.

### Обучение и развитие
Обучение и развитие включает усилия работодателя по обучению вновь нанятого сотрудника навыкам, необходимым для выполнения работы, и по оказанию помощи сотруднику в росте внутри организации. Адекватный уровень обучения и развития помогает повысить удовлетворённость работой сотрудника.

### Вознаграждение
Существует множество способов оплаты труда сотрудников, включающие в себя почасовую, сдельную, годовую оплату либо чаевые (причём последнее часто сочетается с другой формой оплаты). На должностях в сфере продаж и недвижимости сотруднику может выплачиваться комиссия — процент от стоимости проданных товаров или услуг. В некоторых областях и профессиях (например, на руководящих должностях) сотрудники могут получать премиальные выплаты при достижении определённых целей. Некоторым руководителям и сотрудникам оплата может выплачиваться в виде акций или опционов — способ вознаграждения, который имеет дополнительное преимущество с точки зрения компании, поскольку помогает согласовать интересы работника с производительностью компании.
Согласно доктрине о недобросовестном служащем (англ. faithless servant doctrine), правовой доктрине, в соответствии с законами ряда штатов США, и в частности закона штата Нью-Йорк, сотрудник, который ведёт себя недобросовестно по отношению к своему работодателю, должен полностью выплатить назад сумму всей компенсации, полученной за период его недобросовестной службы.

### Дополнительные выплаты и льготы сотрудникам
Дополнительные выплаты сотрудникам (также социальный пакет) включают в себя различные виды компенсации немонетарного характера, которые предоставляются сотрудникам в дополнение к их заработной плате или окладу. Такие льготы могут включать жилое помещение (предоставляется или оплачивается работодателем), групповое страхование (медицинское, стоматологическое, страхование жизни и т. д.), защита дохода в случае потери трудоспособности, пенсионные выплаты, дневной уход, компенсация стоимости обучения, отпуск по болезни, отпуск (оплачиваемый и неоплачиваемый), социальное обеспечение, участие в прибылях, финансирование образования и другие специальные льготы. В отдельных случаях, например, для работников, работающих в отдалённых или изолированных регионах, льготы могут также включать выплаты на питание. Подобные выплаты сотрудникам могут обеспечить улучшенные отношения между сотрудником и работодателем и снизить текучесть кадров.

### Организационная справедливость
Организационная справедливость — это восприятие сотрудником и его оценка с точки зрения справедливости или беспристрастности. Действия, вытекающие вследствие усилий по оказанию влияния на отношения между работодателем и работником, также являются частью организационной справедливости.

### Рабочие объединения
Сотрудники могут объединяться в профсоюзы или профсоюзы, которые представляют сотрудников в коллективных переговоров с руководством организации об условиях работы и договора и предоставлении различных услуг.

### Прекращение трудовых отношений
Как правило, сотрудник или работодатель имеют право прекратить трудовые отношения в любое время, часто при условии соблюдения определённого периода уведомления. Такой подход называется договорным методом регулирования трудовых отношений (англ.  at-will employment). Такой договор между двумя сторонами определяет обязанности каждой из сторон при прекращении отношений и может включать такие требования, как сроки уведомления, компенсация при увольнении и меры безопасности. В некоторых областях деятельности, в частности образовании, государственной службе, работе в качестве профессора в университете и выступлении в оркестре, некоторые сотрудники могут иметь срок пребывания, что предполагает невозможность прекращения трудовых отношений по собственному желанию. Другим типом прекращения трудовых отношений может быть увольнение.

## Трудовой договор

### Австралия
Трудовые отношения в Австралии регулируется Законом о справедливых трудовых отношений с 2009 года

### Бангладеш
Бангладешская ассоциация международных рекрутинговых агентств является национальной ассоциацией с международной репутацией в сфере сотрудничества и благосостояния рабочих мигрантов, в состав которой входят приблизительно 1200 агентств-членов при сотрудничестве и при поддержке правительства Бангладеш.

### Канада
В канадской провинции Онтарио официальные жалобы можно подавать в Министерство труда. В провинции Квебек жалобы можно подавать в  Комиссию по трудовым нормам.

### Германия
В Германии существуют два основных типа занятости и трудовых контрактов. Первый из них является так называемый Werksvertrag или Arbeitsvertrag, который является формой Dienstleistungsvertrag (контракт на оказание услуг). Arbeitsvertrag также может быть временным, тогда как временный работник осуществляет свою трудовую деятельность в рамках временной занятости, которая в немецком языке именуется Zeitarbeit или Leiharbeit. Вторым видом занятости является Arbeitnehmerüberlassung (ANÜ), возмездное предоставление рабочей силы.

### Индия
В Индии существуют срочный и бессрочный (постоянный) виды контракта. Оба контракта предусматривают минимальную заработную плату, фиксированный рабочий день и отчисления на социальное страхование.

### Филиппины
На Филиппинах соблюдение трудовых норм регулируется Министерством труда и занятости Филиппин.

### Швеция
В соответствии со шведским законодательством, существует три вида занятости:
- Пробное трудоустройство («swe: Provanställning»), когда работодатель нанимает лицо на испытательный срок не более 6 месяцев. Занятость может быть прекращена в любое время без объяснения причин. Подобная занятость допустима только один раз между работодателем и работником. Как правило, после испытательного срока предлагается временная или типичная занятость[30].
- Срочная занятость («swe: Tidsbegränsad anställning»), когда работодатель нанимает лицо на определенный срок. Как правило, срок продлевается после истечения. В совокупности допускается два года такого найма работодателем работника, после чего работник автоматически переходит на типичную занятость.
- Типичная (обычная или нормальная) занятость («swe: Tillsvidareanställning/Fast anställning»), которая по сути предполагает бессрочный трудовой договор между работодателем и работником (за исключением выхода на пенсию и т.д.). Такой тип трудового договора может быть прекращен по двум причинам: личная причина, предполагающая немедленное прекращение работы только по веским причинам, таким как преступление, или отсутствие работы (swe: Arbetsbrist) , то есть увольнение, как правило, вследствие плохого финансового состояния компании. Кроме того, существует период рассторжения контракта, который охватывает первые шесть месяцев занятости, и правила отбора сотрудников, в соответствии с которым первыми увольняются сотрудники с наименьшим сроком действия трудового договора[30].

В Швеции нет законов о минимальной оплате труда. Вместо этого существуют соглашения между организациями работодателей и профсоюзами о минимальной заработной плате и других условиях занятости.
Существует также другой распространенный тип трудового договора, не регламентированный законодательством - наем работников на почасовой основе или с почасовой оплатой («swe: Timanställning»), который как правило предполагает типичный (бессрочной) трудовой договор, но в рамках которого рабочее время не регулируется и определяется на немедленной основе. От работника требуется отвечать на телефонные звонки и приходить на работу в случае необходимости, к примеру, в случае отсутствия сотрудника по причине болезни. Оплата осуществляется за фактическое время работы, а прекращение трудовых отношений может произойти без объяснения причин, когда работодатель просто прекращает пользоваться услугами работника. Подобный тип трудового договора в основном распространен в государственном секторе.

### Великобритания
В Соединенном Королевстве правительство подразделяет трудовые договоры на следующие типы:
- Срочный контракт: действует в течение определенного периода времени, устанавливаемый заранее, прекращается после выполнения определенной задачи или наступления определенного события.
- Трудовой договор на полный или неполный рабочий день: не имеет определенного срока действия, может быть расторгнут любой из сторон, предназначен для выполнения конкретной задачи или предполагает занятость в течение определенного количества времени[28].
- Сотрудники агентства
- Фрилансер, консультант и независимый подрядчик
- Нулевой трудовой договор

### США

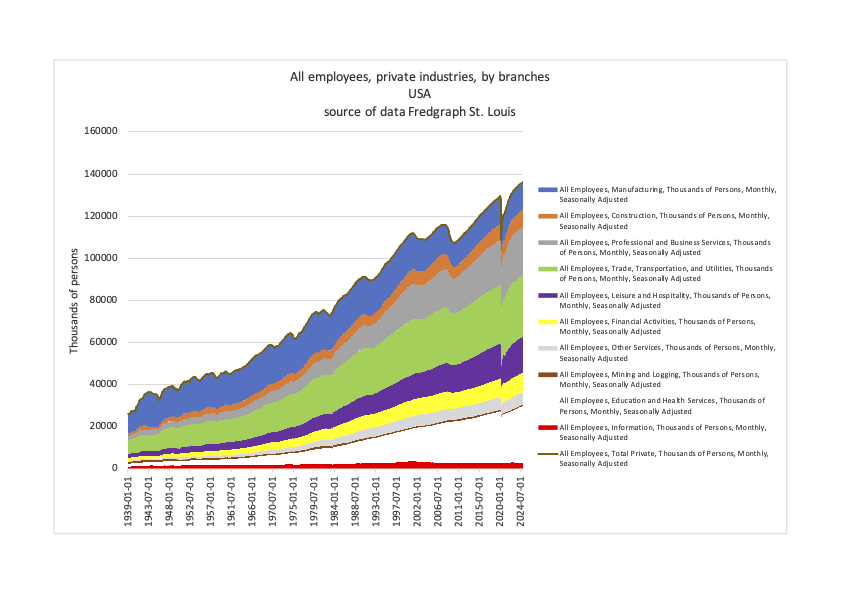
All employees, private industries, by branches

В США для целей взыскания федерального подоходного налога, в Кодексе США дается определение термина «работник» в параграфе §3401(c) раздела 26 «Кодекс внутренних доходов (налоги и сборы)» (англ. Internal Revenue Code):

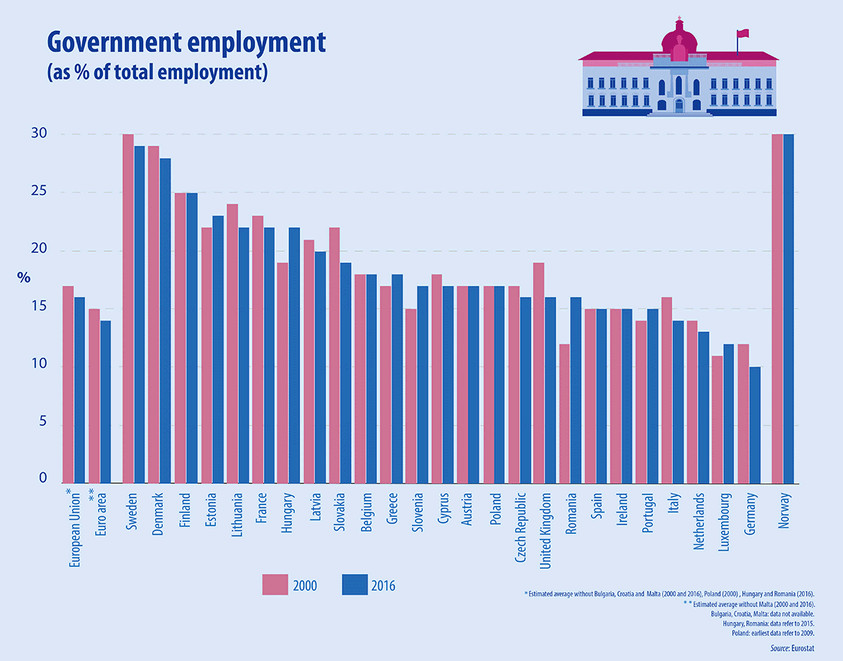
Занятость в государственном секторе в ЕС в процентах от общей занятости

«Для целей настоящей главы термин «работник» включает должностное лицо, служащий или выборное должностное лицо Соединенных Штатов, штата или любого его политического подразделения, или округа Колумбия, или любого агентства или органа любого из вышеперечисленных. Термин «работник» также включает слен правления корпорации». Это определение не исключает всех тех, кого обычно называют «работниками».
Наемных работников часто противопоставляют независимым подрядчикам, особенно когда возникает спор о праве работника на уплату соответствующих налогов, компенсации за производственную травму и пособия по безработице. Однако в сентябре 2009 года вследствие судебного дела Брауна против J. Kaz, Inc. было постановлено, что независимые подрядчики считаются наемными работниками в соответствии с Законом о гражданских правах от 1964 года, если они работают для работодателя на регулярной основе, и работодатель определяет время, место и способ занятости.
В случае необоснованного увольнения в местах трудовой деятельности, где остуствуют профсоюзы, жалобы можно подать в Министерство труда США.
Профсоюзы юридически признаны представителями рабочих во многих отраслях промышленности США. Их деятельность сосредоточена в основном на коллективных переговорах по заработной плате, пособиям и условиям труда для их членов, а также на представлении своих членов в спорах с руководством по поводу нарушений условий контракта. Более крупные профсоюзы также обычно участвуют в лоббистской деятельности и предвыборной агитации на уровне штата и на федеральном уровне.
Большинство профсоюзов в Америке связаны с одной из двух крупных организаций: Американской федерацией труда, созданной в 1955 году, и организации Change to Win Federation, которая отделилась от Американской федерации труда в 2005 году. Обе организации выступают за политику и законодательство в интересах рабочих в Соединенных Штатах и Канаде и принимают активное участие в политике. Американская федерация труда особенно занимается вопросами мировой торговли.
Американский бизнес-теоретик Джеффри Пфеффер утверждает, что современная практика найма и общность работодателей в Соединенных Штатах, включая токсичную рабочую среду, отсутствие гарантии рабочего места, сверхурочная работа и повышенное давление со стороны руководства, являются причиной 120 000 избыточных смертей ежегодно, что делает трудовую занятость пятой по значимости причиной смерти в Соединенных Штатах.